# Willy Rosen

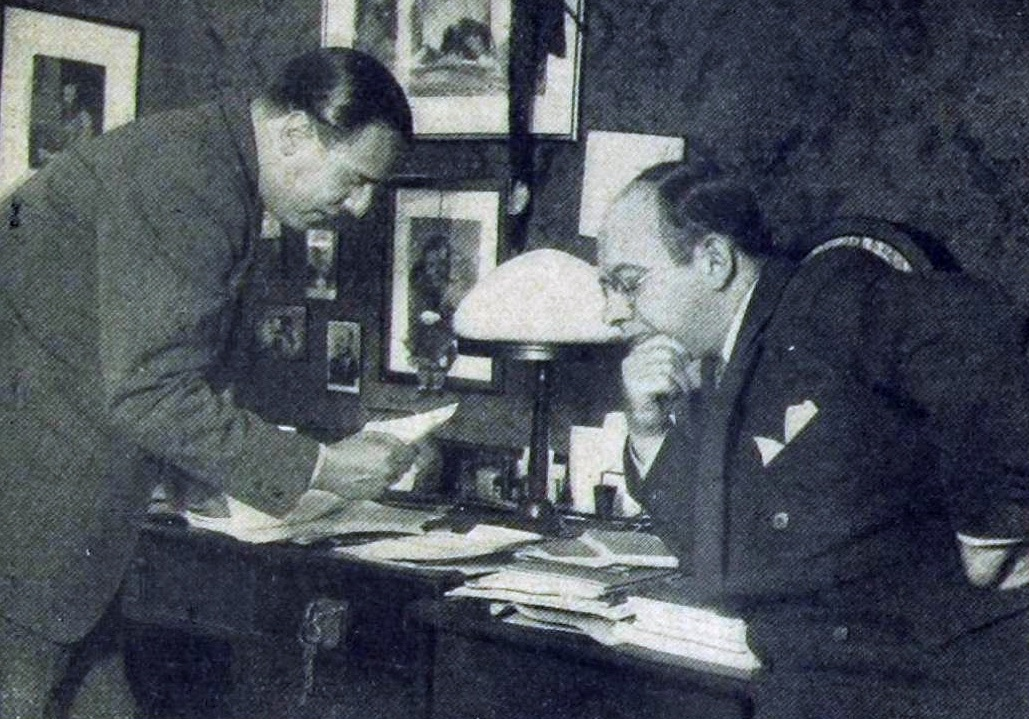
Willy Rosen (rechts) mit Kurt Schwabach

Willy Julius Rosen (geboren am 18. Juli 1894 in Magdeburg als Wilhelm Julius Rosenbaum; für tot erklärt am 1. Oktober 1944 im KZ Auschwitz-Birkenau) (nach anderen Angaben: 30. September 1944) war ein deutscher Kabarettist, Komponist und Texter. Er gehörte zu den bekanntesten Unterhaltungskünstlern in Deutschland in den 1920er-Jahren.

## Leben

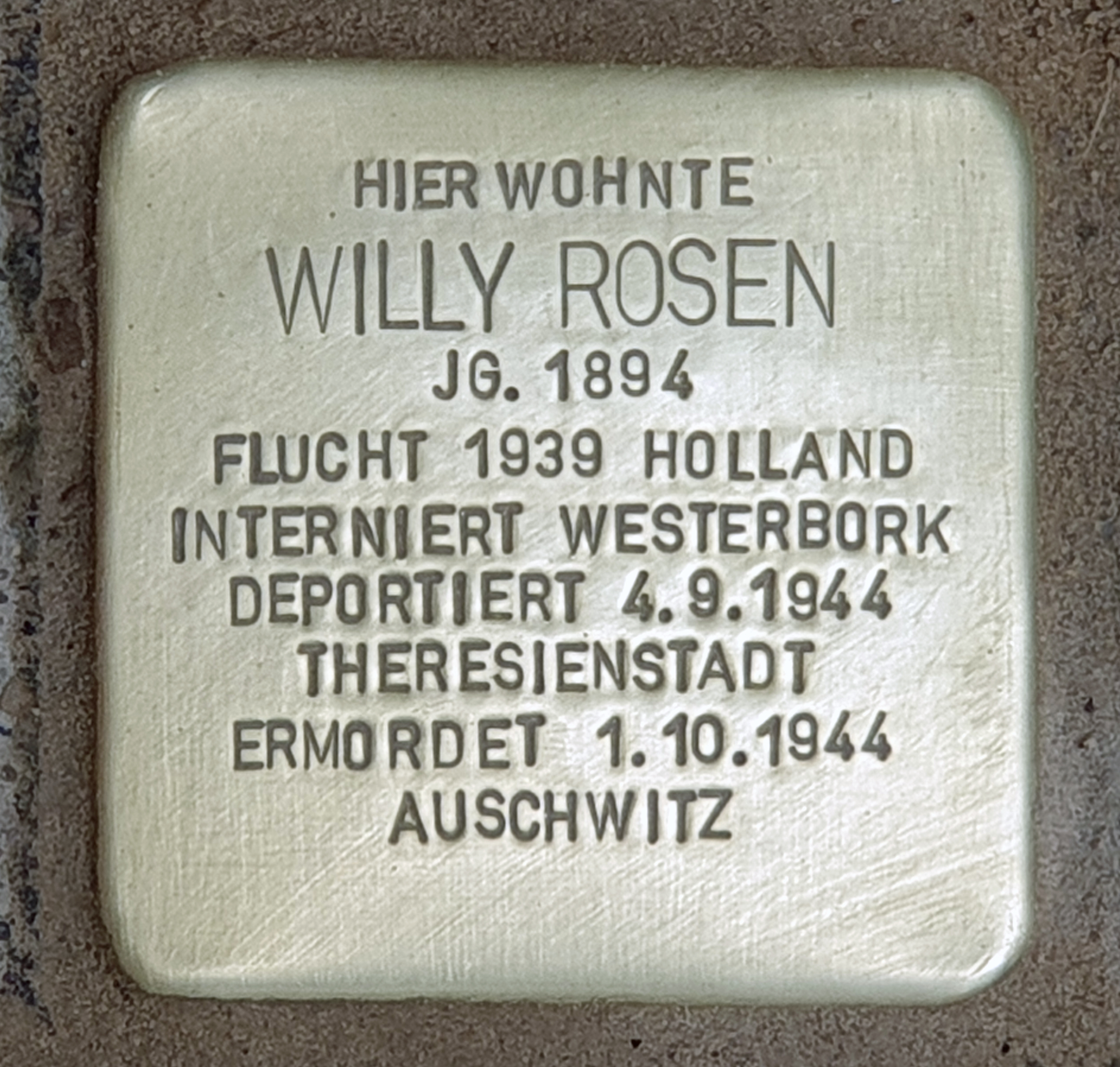
Stolperstein am Haus, Cicerostraße 55, in Berlin-Wilmersdorf

Willy Rosen wurde als Sohn von Amelie Rosenbaum, geborene Mercker, und des Kaufmanns Arthur Rosenbaum geboren und war jüdischer Abstammung. Er besuchte das König-Wilhelm-Gymnasium in Magdeburg und lernte das Klavierspielen. Er nahm dann eine Lehre in der Berliner Konfektionsfirma Kleider en gros auf, die er erfolgreich abschloss.
1915 wurde er zum Kriegsdienst in der Infanterie an die Ostfront in Russland eingezogen und erlitt dort eine schwere Verwundung. Er schrieb bereits kleine Texte und Lieder für ein Fronttheater. Noch während des Krieges gründete er die Kapelle Rosen.

### Weimarer Republik
Er kehrte dann nach Berlin zurück und fand 1919 zunächst eine Anstellung bei seinem alten Arbeitgeber. Abends spielte er bereits in Cafés. Eine erste Tätigkeit im Kabarett erfolgte noch im gleichen Jahr im Berliner Kabarett Schwarzer Kater. Weitere Spielorte waren das Kabarett Die Spinne, Rakete und das 1924 gegründete Kabarett der Komiker. Zu seinen Förderern gehörten der Musikverleger Will Meisel sowie Harry Waldau, Paul O’Montis und Peter Sachse. Ab 1924 verfasste er eigene musikalische Lustspiele. Seine häufigen Auftritte und seine Klavierbegleitung von Stummfilmen in großen Kinosälen führten zu einer größer werdenden Popularität. Gerade seine Klavierbegleitungen mit vielen Aufführungen am Tag, selbst in Kindervorstellungen, erfreuten sich großer Beliebtheit. Markenzeichen war die vor jedem Auftritt vorgetragene Floskel: „Text und Musik von mir“, die bald zum geflügelten Wort wurde. Willy Rosen verband eingängige Melodien mit witzigen Texten und trat bald auch in großen deutschen Häusern auf. Tourneen führten ihn durch Deutschland, aber auch in die Schweiz, Niederlande, nach Dänemark, in die Tschechoslowakei und nach Belgien. Er trat im Rundfunk auf und komponierte und textete für den aufkommenden Tonfilm. Dort war er auch in einigen Nebenrollen zu sehen. Er veröffentlichte über 50 Schallplatten.
1927 trat er auf Einladung des Magdeburger Oberbürgermeisters Hermann Beims mit großem Erfolg anlässlich der Deutschen Theaterausstellung in seiner Heimatstadt auf. Zweimal gewann er die Goldene Geige im Deutschen Schlagerwettbewerb.
Im Oktober 1931 nahm er auch offiziell seinen bisherigen Künstlernamen Rosen als Nachnamen an.

### Nationalsozialismus
Mit der Machtübergabe an die Nationalsozialisten wurde Rosen ein Auftrittsverbot in Deutschland erteilt. Er gab zunächst einige Gastspiele im Ausland, kehrte jedoch bis 1936 immer wieder nach Berlin zurück. Nach Aufenthalten in der Schweiz, Österreich und der Tschechoslowakei emigrierte er 1937 in die Niederlande und ließ sich in Scheveningen nieder. Dort gründete er mit anderen Berliner Emigranten das Exilkabarett Theater der Prominenten. Zum Ensemble gehörten Siegfried Arno, Trude Berliner, Rita Georg, Max Ehrlich, Hortense Raky, Willy Stettner, Szöke Szakall und Erich Ziegler.
Nach der deutschen Besetzung der Niederlande wurde das Theater 1942 verboten. Sein Freund Kurt Robitschek organisierte in New York Solidaritätskonzerte für Rosen und sammelte Geld für eine Überfahrt Rosens in die USA. Die Flucht aus Europa gelang jedoch nicht mehr. Rosen wurde im Durchgangslager Westerbork inhaftiert, wo er an den von Max Ehrlich gestalteten Theaterabenden mitwirkte. Anfang September 1944 kam er nach Theresienstadt in die „Magdeburger Kaserne“. Am 29. September wurde Willy Rosen in das NS-Vernichtungslager Auschwitz deportiert, verstarb vermutlich auf dem Weg dorthin, und wurde zum 1. Oktober 1944 für tot erklärt.

## Postume Ehrungen
Die Theaterautorin Verona Forster schrieb über das Leben Rosens ein Theaterstück. Im Jahr 2006 benannte seine Heimatstadt Magdeburg ihm zu Ehren eine Straße als Willy-Rosen-Straße.
Der italienische Komponist Francesco Lotoro dirigierte am 15. April 2018 in Jerusalem ein Konzert mit Werken jüdischer Komponisten, die in Konzentrationslagern entstanden. Das Konzert fand anlässlich Jom haAtzma’ut und des 70. Jahrestages der Staatsgründung Israels statt und beinhaltete u. a. Werke von Max Ehrlich und Willy Rosen.
Am 17. Juni 2022 wurde vor seinem ehemaligen Wohnort, Berlin-Wilmersdorf, Cicerostraße 55, ein Stolperstein verlegt.

## Werke
Rosen veröffentlichte zu Lebzeiten mehr als 50 Schallplatten. Einige seiner Stücke erschienen später auch auf CD.
- Wenn die Geranien blühn
- Wenn Du einmal Dein Herz verschenkst
- Darf ich um den nächsten Tango bitten, Text Kurt Schwabach 1930
- Eine schöne weiße Chrysantheme, Schlager, 1928
- Laß deine Frau im Frühling nicht mit andern gehen! Willy Rosen (Personlich), Odeon O-2152 Be5728
- Nege*bübchen, Schlaflied, aufgenommen im März 1935 mit den Sid Kay Fellows im Untergeschoss einer Berliner Synagoge. Text und Music von ihm selbst, Lukraphon 1125a 607
- Willy Rosen – Text und Musik von mir, 23 Stücke
- Willy Rosen – Wenn ich den Text nicht weiter kann … 1925–1935, 24 Stücke

Nebenrollen spielte er in den Filmen:
- Die zärtlichen Verwandten, 1930
- Aafa Kunterbunt II, 1932

## Filmkompositionen (Auswahl)
- 1933: Manolescu, der Fürst der Diebe